# SWATシリーズ
SWATシリーズはアメリカのゲームソフトメーカーシエラエンターテインメントより発売されたシミュレーション、及びFPSゲーム。

## 概要
SWATシリーズの原点は、同社が制作していたアドベンチャーゲーム『Police Quest』まで遡る。このゲームは警官の活動を模したゲームである。Police Questが4作まで制作されたあと、シミュレーションゲームとして1995年に『Police Quest: SWAT』が発売された。これは戦争の戦略ゲームと同様に、SWATのユニットに指示を出して動かし犯人を逮捕、事件を解決するゲームで、『Police Quest: SWAT 2』は『Police Quest: SWAT』の発展後継となるシミュレーションゲームである。1999年発売の『SWAT 3: Close Quarters Battle』からはFPSとなり、プレイヤーは突入班のリーダーとして部下に指示を出しつつ、当該建物に突入し事件を解決していく内容となった。
戦争を題材としたシミュレーション及びFPSと決定的に異なるのは、主人公が警察官ということ。それ故に犯人をただ殺せば良いというものではなく、制圧は武器使用規定を守って適切に使用せねばならず、また射殺よりは逮捕することが望まれる。不適切な武器使用により犯人及び人質を死傷させた場合、ミッション不成功となる。これを再現する為に、シミュレーション時代はスローフォン（"Throw Phone"。直訳すると「投げ電話」。警察が犯人と交渉するときに使用する）を使用して説得するといった要素があった。FPSになってからも投降の呼びかけを行ったり、催涙スプレーやテイザー銃など非致死性武器が用意されている。
『Police Quest: SWAT 2』及び『SWAT 3: Close Quarters Battle』はロサンゼルス市警察のSWATという設定でLAPDのロゴや名称を使用しており、また解説として、SWATの創設者の一人であるダリル・ゲイツ元LAPD本部長が出演している。